# Човек-слон (филм)
Човек-слон (енгл. The Elephant Man) је биографски филм из 1980. године, режисера и косценаристе Дејвида Линча, лабаво заснован на животу Џозефа Мерика (у филму названог „Џон”), тешко деформисаног човека који је живео у Лондону крајем 19. века. Филм је продуцирао Џонатан Сангер, док је извршни продуцент био Мел Брукс. Главне улоге у филму тумаче Џон Херт, Ентони Хопкинс, Ен Банкрофт, Џон Гилгуд, Венди Хилер, Мајкл Елфик, Хана Гордон и Фреди Џоунс. Сценарио су адаптирали Линч, Кристофер де Вор и Ерик Бергрен на основу књига The Elephant Man and Other Reminiscences (1923) Фредерика Тривса и The Elephant Man: A Study in Human Dignity (1971) Ешлија Монтагуа.
Филм је постигао и критички и комерцијални успех, а рецензенти су истицали Линчову режију и Хертову глуму. Освојио је више признања, укључујући три награде БАФТА (међу којима је била и она за најбољи филм), а био је номинован за осам Оскара и четири Златна глобуса. Након што се суочила са бројним критикама због недостатка признања за шминку, Академија филмских уметности и наука је већ наредне године увела нову категорију — награду за најбољу шминку.

## Радња
Фредерик Тривс, хирург у Лондонској болници, проналази деформисаног и наизглед немог Џона Мерика на викторијанској изложби наказа. Господин Бајтс, сурови водитељ представе, приповеда сензационалне приче о томе како су слонови напали Мерикову мајку, што је, по његовим речима, створило полуљудско чудовиште. Надајући се да ће стећи славу медицинским открићем, Тривс плаћа Бајтсу да доведе Мерика у болницу на преглед, под маском ради дискреције.
Тривс представља Мерика својим колегама и истиче његове телесне деформације. Том приликом наглашава да изобличени облик лобање приморава Мерика да спава у седећем положају, јер би га лежање угушило. После предавања, Бајтс свирепо туче Мерика, који је враћен у болницу. Надзорница, госпођа Мадерсхед, невољно се стара о њему, пошто су остале медицинске сестре сувише уплашене.
Тривс у почетку поставља дијагнозу да је Мерик интелектуално заостао. Његов претпостављени, господин Кар Гом, истиче да ако је то тачно, Мерик не може остати у болници, јер она не прима „неизлечиве”. Испоставља се, међутим, да је Мерик заправо интелигентан и да је способан да говори, иако са великим тешкоћама. Да би доказао да Мерик може напредовати, Тривс га учи да изговори неколико основних реченица за свакодневни разговор и део 23. псалма пред Кар Гомом. Међутим, Мерик је толико нервозан да не успева смислено да одговори на питања, па се Кар Гом спрема да оде. Док излази, Мерик доказује своју интелигенцију и способност читања тако што рецитује читав 23. псалам напамет. Иако је његово физичко стање неизлечиво, а није ни ментално болестан, Кар Гом му ипак дозвољава да остане.
Тривс постепено проширује Мериков свет. Доноси му прибор да направи макету оближње цркве Светог Филипа. Позива га на чај са својом супругом Ен, где размењују фотографије својих породица. Мерик каже Ен да је сигурно био разочарање за своју мајку, али да се нада да би она била поносна да га види међу пријатељима, што Ен доводи до суза. Преплављен изненађењем што га неко третира с добротом, и сам Мерик заплаче.
Модни кругови почињу да се интересују за Мерика. Глумица Меџ Кендал му поклања примерак Ромеа и Јулије; Мерик је фасциниран позориштем, али никада није гледао представу. Њих двоје заједно изводе љубавни дијалог из драме, који се завршава пољупцем. Поред тога, краљица Викторија и принцеза Александра организују да он буде трајно примљен у болницу. Ипак, неки други гости из високог друштва гледају га са видљивим гађењем. Госпођа Мадерсхед, која је заволела и почела да поштује Мерика, схвата да викторијанско друштво помаже Мерику више ради сопственог самозадовољства и потврде хришћанских вредности него из истинске доброте; филм повремено истиче равнодушност тог друштва према сиромашнима. Она пореди Тривса са Бајтсовом изложбом наказа, што њега дубоко потресе.
Почиње нова „изложба” када Џим, бескрупулозни болнички радник, почне да продаје улазнице како би људи видели Мерика и понекад га физички злостављали. Бајтс купује улазницу, отима Мерика и одводи га на изложбу наказа у Белгији. Следећег јутра, Тривс оптужује Џима да лаже и да је са Бајтсом учествовао у киднаповању Мерика, након чега га госпођа Мадерсхед удара пакетом и отпушта.
Мериково здравље се нагло погоршава током представе и он се сруши пред публиком; један гледалац пљује Бајтса у знак гађења. Као казну, Бајтс, пијан, затвара Мерика у кавез са мајмунима. Дечак и остале „атракције” са изложбе га ослобађају и шаљу назад у Енглеску. На железничкој станици у Лондону, тројица дечака почињу да узнемирују Мерика. Он бежи и случајно оборa једну девојчицу, што изазива бесну гомилу да га јури. У немогућности да се одбрани, он узвикује: „Ја нисам слон! Ја нисам животиња! Ја сам људско биће! Ја сам човек!” и пада у несвест. Полиција долази и враћа га у болницу.
Тривс и остали у болници схватају да Мерик умире и труде се да му последње дане учине што лепшим. Тривс му се извињава због свих патњи, али Мерик каже да је срећан и испуњен захваљујући његовој доброти. Тривс одговара да је и Мерик њему помогао. Принцеза Александра позива га у краљевску ложу на пантомимичку представу, прву коју је у животу видео. Меџ ту представу посвећује управо њему. Тривс га подстиче да покаже своје лице публици, која га поздравља овацијама.
По повратку у болницу, Мерик и Тривс желе лаку ноћ један другом, а Мерик завршава своју макету цркве. Он леже да спава онако како је одувек сањао. Док умире, у визији види своју мајку која изговара строфу из песме „Ништа неће умрети” Алфреда Тенисона.

## Улоге
| Глумац         | Улога               |
| -------------- | ------------------- |
| Ентони Хопкинс | Фредерик Тривс      |
| Џон Херт       | Џон Мерик           |
| Ен Банкрофт    | Меџ Кендал          |
| Џон Гилгуд     | Франсис Кар Гом     |
| Венди Хилер    | госпођа Мадерсхед   |
| Фреди Џоунс    | господин Бајтс      |
| Хана Гордон    | Ен Тривс            |
| Мајкл Елфик    | Џим Реншо           |
| Декстер Флечер | дечак               |
| Хелен Рајан    | принцеза Александра |